# Tĩnh Hải, Thiên Tân
Tĩnh Hải (chữ Hán giản thể: 静海) là một quận thuộc thành phố Thiên Tân, Cộng hòa Nhân dân Trung Hoa. Quận Tĩnh Hải nằm ở tây nam của Thiên Tân. Chính quyền nhân dân quận đóng tại trấn Tĩnh Hải. Quận này có diện tích 1476 ki-lô-mét vuông, dân số 510.000 người, mã số bưu chính 301600. Về mặt hành chính, quận Tĩnh Hải được chia thành các đơn vị hành chính gồm 16 trấn và 3 hương.
- Trấn: Tĩnh Hải, Độc Lưu, Đài Đầu, Vương Khẩu, Lương Đầu, Tử Nha, Duyên Trang, Song Đường, Trần Quan Truân, Đại Phong Đôi, Tứ Địch Trang, Đại Khâu Trang, Đoàn Bạc, Thái Công Trang, Trung Vượng.
- Hương: Lương Vương Trang, Dương Thành Trang.